# جي. شانكار
جي. شانكار (بالإنجليزية: G. Shankar)‏ هو مهندس معماري هندي، ولد في 29 مايو 1959.